# So Vin
Generál So Vin (barmsky စိုးဝင်း, výslovnost: [só wɪ́ɴ]; 10. května 1948, Taundži – 12. října 2007, Rangún) byl vysoký vojenský funkcionář a politik barmské junty, v letech 2004 – 2007 byl jejím premiérem.
Poprvé se proslavil v roce 1988, kdy řídil brutální pacifikaci studentů protestujících v Rangúnu proti vojenské vládě. Počínaje rokem 2003 obsazoval řídící funkce na nejvyšších státních pozicích. V premiérském křesle jej nahradil Thein Sein.
Byl praktikujícím buddhistou.